# Powerball (US-amerikanische Lotterie)
Powerball ist eine amerikanische Lotterie, die 1987 durch die Gründung der Multi-State Lottery Association (MUSL) ins Leben gerufen wurde. Die Multi-State Lottery Association ist eine Non-Profit-Organisation, die von den verschiedenen US-amerikanischen Lotterien gebildet wurde. Die MUSL koordiniert die Powerball-Lotterie für die teilnehmenden Staaten der Vereinigten Staaten (USA). Inzwischen sind die Staatslotterien von 44 US-Bundesstaaten, dem Hauptstadtgebiet Washington D.C. sowie den Gebieten Puerto Rico und Amerikanische Jungferninseln daran beteiligt und bieten gemeinsam einen der größten Jackpots weltweit an. Der minimale Jackpot liegt bei 40 Millionen US-Dollar ($). Wie in den USA üblich, gibt es die Option, sich den Gewinn in mehreren Tranchen auszahlen zu lassen.

## Geschichte von Powerball
Die erste richtige Powerball-Ziehung fand am 22. April 1992 statt. Zu dieser Zeit war der minimale Jackpot noch bei 2 Millionen $. Ab dem 5. November 1997 wurde die minimale Jackpothöhe auf 10, am 31. August 2005 nochmals auf 15 Millionen US-Dollar erhöht. 4 Jahre später, ab dem 7. Januar 2009, starteten Jackpots bei 20 Millionen US-Dollar, die letzte Erhöhung fand am 8. Januar 2012 statt auf 40 Millionen US-Dollar statt. Bevor am 7. Oktober 2015 von 5 aus 59 und 1 aus 35 auf 5 aus 69 und 1 aus 26 umgestellt wurde, lag die Gewinnwahrscheinlichkeit auf den Jackpot bei Powerball bei rund 1:175,2 Millionen, seitdem bei 1:292,2 Millionen.

## Spielprinzip bei Powerball
Das Spielprinzip bei Powerball ist folgendermaßen: Es müssen 5 Zahlen aus 69 ausgewählt werden und zusätzlich eine weitere Zahl aus 26.
Jackpots starten in der Powerball-Lotterie aktuell bei 40 Millionen Dollar. Wenn der Jackpot nicht geknackt wird, erhöht sich der Jackpot der nächsten Ziehung um mindestens 10 Millionen. Wenn es mehr als einen Gewinner mit den richtigen Gewinnzahlen gibt, wird der Gewinn zu gleichen Teilen aufgeteilt.
Die Ausschüttung des Gewinns kann als Einmalzahlung („lump sum“) oder Ratenzahlung erfolgen. Ein Lotteriegewinner muss sich innerhalb von 60 Tagen für eine der beiden Optionen entscheiden. Die Gewinnsumme ist als Einmalzahlung geringer als die Ratenzahlung, dafür wird sofort die komplette Summe ausgezahlt. Die Ratenzahlung unterteilt die Gewinnsumme in 30 Raten, die jährlich ausgezahlt werden.
Der Lotteriegewinn ist steuerpflichtig. Die Steuern, die auf den Lottogewinn gezahlt werden müssen, sind abhängig davon, wo der Gewinner seinen Wohnsitz hat. Es müssen zwei Arten an Steuern abgeführt werden, eine nationale und eine bundesstaatliche Steuer. Dabei richtet sich die Höhe der zweiten Steuer nach dem jeweiligen Bundesstaat, in dem der Gewinner wohnt. Im Weiteren wird noch zwischen US-Bürgern und Nicht-US-Bürgern unterschieden. Wer keine US-Staatsbürgerschaft hat, muss mehr Steuern zahlen: Amerikanische Bürger zahlen 25 % und ausländische Bürger 30 % an nationaler Steuer auf einen Lottogewinn.
Die Powerball-Ziehungen finden montags, mittwochs und samstags um 22:59 (Eastern Time) statt. Jeder Tipp kostet 2 $ oder mit der 2001 eingeführten Power Play Option 3 $.
Das gleiche Spielprinzip verwendet auch die Lotterie Mega Millions, die aber eine andere Konzeption hinsichtlich Spieleinsatz, Startjackpot und der Spielformel 5 plus 1 hat.

## Gewinne bei Powerball
Der kleinste Jackpot bei Powerball ist 40 Millionen $. Anfang 2016 überschritt der Jackpot die bisherige Höchstmarke von 590 Millionen $ und wurde mit rund 1,5 Milliarden $ für den 13. Januar 2016 erstmals zehnstellig.
Die höchsten Gewinne bei Powerball:
|     | Gewinn in $ | Datum              | Staat                              | Gewinner |
| --- | ----------- | ------------------ | ---------------------------------- | --- |
| 1.  | 2,04 Mrd.   | 7. November 2022   | Kalifornien                        | Am 7. November 2022 überschritt Powerball zum ersten Mal die Grenze von $2 Milliarden. Der Jackpot im Wert von $2,04 Milliarden ($997,6 Mio. als Pauschalbetrag) wurde von einem einzigen Tippschein gewonnen, der im Bundesstaat Kalifornien gekauft wurde. |
| 2.  | 1,5864 Mrd. | 13. Januar 2016    | Kalifornien, Tennessee, Florida    | Der höchste ausgespielte Jackpot teilt sich auf drei Gewinnlose. Eine Spielgemeinschaft aus Florida und ein Elternpaar aus Tennessee erhalten jeweils einmalig etwa 327.835.000 $. Der gleiche Betrag entfällt auf den Gewinnschein in Kalifornien, falls auch dort eine Sofortauszahlung gewählt wird. Sonst werden dort über 500.000.000 $ fällig. |
| 3.  | 768,8 Mio.  | 27. März 2019      | Madison, Wisconsin                 | Manuel Franco gewann den höchsten Jackpot in der Geschichte von Wisconsin. Nach staatlichen Abzügen bleiben ihm circa 326.000.000 $. |
| 4.  | 758,7 Mio.  | 23. August 2017    | Massachusetts                      | Der höchste Einzelgewinn in der US-Lotteriegeschichte geht an Mavis Wanczyk. Sie entschied sich für eine Einmalzahlung der Gewinnsumme. Somit erhält die 53-Jährige einen Gewinnbetrag von 336 Millionen Dollar (nach Abzug der Steuern). |
| 5.  | 590,5 Mio.  | 18. Mai 2013       | Florida                            | Ein einziger Lottoschein gewann die etwa 590.500.000 $ im Jackpot. Die 84-jährige Gloria C. MacKenzie hatte einen Quick-Tipp Lottoschein in einem Publix Supermarkt in Zephyrhills, Florida gekauft. Die Gewinnerin entschied sich für die einmalige Auszahlung und bekam einen Betrag von 370.900.000 $ ausgezahlt, der sich nach Abzug von staatlichen Steuern auf etwa 278.000.000 $ verminderte. |
| 6.  | 587,5 Mio.  | 28. November 2012  | Arizona, Missouri                  | Die beiden Gewinner Matthew Good aus Arizona und Cindy und Mark Hill aus Missouri entschieden sich für eine einmalige Auszahlung und bekamen je 192.374.000 $ vor staatlichen Steuerabzügen ausgezahlt. |
| 7.  | 559 Mio.    | 6. Januar 2018     | Concord, New Hampshire             | Die anonyme Gewinnerin erhielt eine einmalige Auszahlung von 264.000.000 $ nach staatlichen Abzügen. |
| 8.  | 564 Mio.    | 11. Februar 2015   | North Carolina, Puerto Rico, Texas | Eine allein erziehende Mutter aus North Carolina sowie die Gewinner aus Puerto Rico und Texas entschieden sich für eine einmalige Auszahlung und erhielten je 127.046.000 $ vor staatlichen Steuerabzügen ausgezahlt. |
| 9.  | 456,7 Mio.  | 27. April 2018     | Middletown, Pennsylvania           | Ein anonymer Gewinner wählte eine einmalige Auszahlung und erhielt nach staatlichen Abzügen einen Preis in Höhe von 199.798.807 $. |
| 10. | 448,4 Mio.  | 7. August 2013     | Minnesota, New Jersey              | Die bisher größte Anzahl an Spielern die einen Jackpot gewann war eine Tippgemeinschaft mit dem Namen Ocean’s 16. Im Jackpot waren 448,4 Millionen $, als Cash-Option blieben noch 258,1 Millionen $ übrig. Davon gewann die Spielgemeinschaft, welche aus 16 Mitgliedern bestand, ein Drittel, da es insgesamt 3 Gewinnertickets gab. Somit entfielen auf das Ticket der Tippgemeinschaft 86.054.355 $ vor Abzug der Steuern. Bundesstaatliche Steuern liegen bei 25 %, was bei der Gewinnsumme 21.513.589 $ sind. Des Weiteren werden im Bundesstaat New Jersey zusätzlich noch 3 % Steuern erhoben, was in diesem Fall 2.581.631 $ sind und die Auszahlung nach Abzug aller Steuern und sonstiger Abzüge für jedes Mitglied der Tippgemeinschaft auf einen Betrag von 3.872.445,94 $ belaufen lässt. Auch die weiteren Gewinner Mario Scarnici aus New Jersey und Paul White aus Minnesota entschieden sich für eine einmalige Auszahlung und erhielten je 86.054.355 $ vor staatlichen Steuerabzügen ausgezahlt. |
| 11. | 425,3 Mio.  | 19. Februar 2014   | Kalifornien                        | B. Raymond Buxton entschied sich für eine einmalige Auszahlung und bekam 242.200.000 $ vor staatlichen Steuerabzügen ausgezahlt. |
| 12. | 399,4 Mio.  | 18. September 2013 | South Carolina                     | Der anonyme Gewinner ließ sich 223.250.000 $ vor staatlichen Steuerabzügen auszahlen. |
| 13. | 396,9 Mio.  | 10. März 2020      | Tallahassee, Florida               | Sheryll Goedert entschied sich für eine einmalige Auszahlung und bekam 276.558.034 $ vor staatlichen Abzügen. |
| 14. | 365 Mio.    | 18. Februar 2006   | Nebraska                           | Eine Gruppe von acht Mitarbeitern eines Fleischverarbeitungsunternehmens entschied sich für eine einmalige Auszahlung und erhielt 177.270.000 $, so dass auf jeden 22.158.750 $ entfielen. Hiervon mussten sie 25 % Bundessteuern sowie 5 % zusätzliche Steuern des Bundesstaates Nebraska abführen, so dass ihnen tatsächlich 15.511.125 $ verblieben. |
| 15. | 344,6 Mio.  | 1. Juni 2019       | Raleigh, North Carolina            | Der 66-jährige Charles W. Jackson Jr. entschied sich für eine sofortige Auszahlung von 223.300.000 $ nach staatlichen Steuerabzügen. |
| 16. | 343,8 Mio.  | 27. Oktober 2018   | New York, New York                 | Robert Bailey erhielt eine Auszahlung von 125.396.690 $ nach Abzügen. |
| 17. | 340 Mio.    | 19. Oktober 2005   | Oregon                             | Die Gewinner aus zwei Familien entschieden sich für eine einmalige Auszahlung und bekamen 164.400.000 $ vor staatlichen Steuerabzügen ausgezahlt. |
| 18. | 338,3 Mio.  | 23. März 2013      | New Jersey                         | Der aus der Dominikanischen Republik eingewanderte Pedro Quezada entschied sich für die einmalige Auszahlung von 211.000.000 $, so dass ihm nach Abzug von Steuern noch etwa 152.000.000 $ verblieben. |